# لنا (اکلاهما)
لنا (به انگلیسی: Lenna) یک منطقهٔ مسکونی در ایالات متحده آمریکا است که در شهرستان مکینتاش، اکلاهما واقع شده‌است.